# 曾碧波
曾碧波（1981年—），中華人民共和國企業家，洋碼頭創始人。

## 生平
曾碧波生於江西抚州市南城县，從小在江西長大。1997年，曾碧波提前参加普通高等学校招生全国统一考试，从江西农村考入上海交通大学少年班讀物理系。大学毕业后，曾碧波去华为、联想应聘，未能成功。他到上海一家杂志社做分销，一年时间骑着自行车給上海5000多个书报亭送雜誌。2001年，曾碧波加入易趣工作，负责内控。2006年，易趣被eBay收購後曾碧波不滿公司氛围，於是赴美國加利福尼亚大学尔湾分校讀MBA，同期在美国雅虎战略分析部实习。曾碧波常在未名空间写文章，教大家如何海淘。拿到学位后曾碧波又在硅谷工作一年。2010年，曾碧波回到上海創辦洋碼頭。